# Port lotniczy Antonio (Nery) Juarbe Pol
Port lotniczy Antonio (Nery) Juarbe Pol – port lotniczy, zlokalizowany w portorykańskim mieście Arecibo.

## Linie lotnicze i połączenia
- Cape Air (San Juan)
- JetBlue Airways (Nowy Jork-Kennedy'ego, Orlando)
- Spirit Airlines (Fort Lauderdale) [sezonowe]